# Mesosemia cachiana
Mesosemia cachiana är en fjärilsart som beskrevs av William Schaus 1913. Mesosemia cachiana ingår i släktet Mesosemia och familjen Riodinidae. Inga underarter finns listade i Catalogue of Life.